# Mutaga Senyamwiza
Mutaga Senyamwiza nome completo: Mutaga Senyamwiza - (... – Nkanda, 1767?) fu re del Burundi dal 1739 al 1767.
Senyamwiza, figlio di Mwezi Ndagushimiye, è stato il terzo re (umwami) del Regno del Burundi. Di lui si sa solo quello che viene ricordato nella tradizione orale, che però (a differenza di quanto avviene per altri sovrani del Burundi) contiene riferimenti più oggettivi che consentono di definire meglio gli avvenimenti occorsi nel periodo del suo regno.
La tradizione lo descrive come "bello come il sole" (questo anche il significato del suo nome), e dice che salì "sul tamburo" ancora giovane, proprio quando in Ruanda stava per essere incoronato re Cyrima Rujugira (verso la metà del XVIII secolo).
Il nome di Senyamwiza è legato alla politica di espansione verso il nord e alle guerre con il vicino Ruanda. I conflitti, con conseguenti razzie di bestiame, hanno per scenario la regione di Nyaruguru, nel nord-ovest, sulle rive del Kanyaru. Ai combattimenti pose fine un accordo fra i due re, suggellato dalle nozze di Senyamwiza con Inabizoza, figlia di Rujugira.
Le ostilità però ripresero presto. In un episodio ricordato dalla tradizione, lo stesso Senyamwiza riesce a infiltrarsi nelle file nemiche, con l'aiuto di due spie di nome Bicura e Budengeri. Anche Rujugira ha però dalla sua un traditore, un vecchio dignitario chiamato Sentama. Per risolvere la situazione, il principe Gihana, figlio di Rujugira, si fa uccidere in battaglia in territorio burundese: la sua morte avrebbe portato la vittoria al suo paese. Gli indovini consigliano infatti al re di sacrificarsi, per lavare il versamento di sangue regale con altro sangue regale. Senyamwiza riparte in guerra e durante il combattimento uccide molti rwandesi, ma a Nkanda trova la morte trapassato dalla lancia di un guerriero chiamato Rutanda, del clan dei Bagesera. È per questo motivo che questo clan ancora oggi in Burundi ha una pessima considerazione. Il suo corpo viene deposto nella necropoli di Budandari, vicino alle spoglie di Mwezi Ndagushimiye.
Dopo la morte di Mutaga Senyamwiza, il regno passò nelle mani del giovanissimo figlio Ntisembergwa che prese il nome di Mwambutsa Mbariza. Le ostilità con il Rwanda cessarono, e il confine nord del Burundi fu fissato sulle rive della Kanyaru.